# Вопат, Том
То́мас Сти́вен «Том» Во́пат (англ. Thomas Steven "Tom" Wopat; род. 9 сентября 1951, Лоди, Висконсин, США) — американский актёр и певец. Известен как исполнитель роли Люка Дьюка в культовом сериале «Дюки из Хаззарда» и его сиквелах.

## Биография и карьера
Томас Стивен Вопат родился 9 сентября 1951 года в небольшом городе Лоди в штате Висконсин, и был пятым из восьми детей Албина Карла Вопата и Рут Арлин Вопат (в девичестве Скарда; англ. Skarda). Его отец был фермером чешского происхождения и исповедовал Католицизм. Мать Тома умерла, когда ему было всего 8 лет.
Будущий актёр посещал Висконсинский университет в Мадисоне. В 1979 он получил одну из главных ролей в телесериале канала CBS «Дюки из Хаззарда», которую играл вплоть до последнего сезона в 1985. Сериал имел большой успех: он выдержал семь сезонов и породил множество продолжений в виде сериалов, телефильмов, видеоигр и мультсериала. Том Вопат и его коллега Джон Шнайдер (Бо Дьюк, брат Люка в сериале) играли главные роли в телевизионном фильме «Рождество приходит в Виллоу Крик» в 1987 году.
С 1995 по 1998 играл Джеффа Роббинса в ситкоме под названием «Сибилл» на протяжении 22 эпизодов. В 1996 Вопат и другие актёры были номинированы на Премию Гильдии киноактёров в категории «лучший актёрский состав в комедийном сериале».
В 2005 Вопат и Шнайдер воссоединились в сериале «Тайны Смолвиля» в эпизоде «Exposed». Вопат сыграл сенатора Джека Дженнингса, старого друга Джонатана Кента (в исполнении Шнайдера).
В июле 2009 года Том появился в мюзикле «Поймай меня, если сможешь» (на основе одноимённого фильма) в театре в Сиэтле.
В 2010 и 2012 году соответственно играл второстепенные роли в многобюджетных фильмах-вестернах «Джона Хекс» и «Джанго освобождённый» .
28 октября 2014 года Вопат и Джон Шнайдер выпустили музыкальный альбом в стиле джазз Home for Christmas.

## Проблемы с законом
65-летний актёр был арестован 2 августа 2017 года по обвинению в непристойном поведении и нападении на человека в Уолтеме, штат Массачусетс, где он находился на открытии мюзикла «42-я улица». Согласно отчёту полиции, во время репетиции в местной школе, Вопат трогал женщину за попу и всячески к ней приставал. 2 августа актёр был арестован полицией Уолтема, при обыске его машины были обнаружены две сумки с кокаином. Вопат не признал свою вину, 3 августа он был освобождён под залог.

## Фильмография
| Год       |    | Русское название                     | Оригинальное название                      | Роль                    |
| --------- | -- | ------------------------------------ | ------------------------------------------ | ----------------------- |
| 1979—1985 | с  | Дюки из Хаззарда                     | The Dukes of Hazzard                       | Люк Дьюк                |
| 1980      | с  | Остров фантазий                      | Fantasy Island                             | Дэвид Чилтон            |
| 1983      | мс | Дюки                                 | The Dukes                                  | Люк Дьюк (озвучивание)  |
| 1987      | тф | Рождество приходит в Виллоу Крик     | Christmas Comes to Willow Creek            | Пит                     |
| 1995—1998 | с  | Сибилл                               | Cybill                                     | Джефф Роббинс           |
| 1996      | с  | Она написала убийство                | Murder, She Wrote                          | Билл Доусон             |
| 1997—1998 | с  | Большой ремонт                       | Home Improvement                           | Йен                     |
| 1997      | тф | Дюки из Хаззарда: Воссоединение      | The Dukes of Hazzard: Reunion!             | Люк Дьюк                |
| 1998      | тф | Метеориты!                           | Meteorites!                                | Том Джонсон             |
| 2000      | тф | Дюки из Хаззарда: Голливудская суета | The Dukes of Hazzard: Hazzard in Hollywood | Люк Дьюк                |
| 2001—2002 | с  | Все мои дети                         | All My Children                            | Хэнк Пелам              |
| 2005      | с  | Тайны Смолвиля                       | Smallville                                 | Сенатор Джек Дженнингс  |
| 2007      | ф  | Бонневиль                            | Bonneville                                 | Арло Бримм              |
| 2008      | ф  | Дублерша                             | The Understudy                             | Детектив Джонс          |
| 2009      | тф | Добровольцы                          | Taking Chance                              | Джон Фелпс              |
| 2010      | ф  | Джона Хекс                           | Jonah Hex                                  | Полковник Слокам        |
| 2010      | ф  | Главная улица                        | Main Street                                | Фрэнк                   |
| 2012—2016 | с  | Лонгмайер                            | Longmire                                   | Шериф Джим Уилкинс      |
| 2012      | ф  | Мариачи                              | Mariachi Gringo                            | Рон                     |
| 2012      | ф  | Джанго освобождённый                 | Django Unchained                           | Гилл Тейтум, маршал США |
| 2016      | с  | Элементарно                          | Elementary                                 | Соубл                   |
| 2016      | ф  | Праведные небеса                     | Fair Haven                                 | Ричард Грант            |
| 2017      | ф  | В Короне пропал кот                  | Lost Cat Corona                            | Джимми Пайпс            |